# جوانيدس
جوانيدس، عزبة تابعة لقرية إبطو بالوحدة المحلية لقرية العجوزين، التابعة لمركز دسوق، التابع لمحافظة كفر الشيخ في جمهورية مصر العربية.